# I. razred nogometnog prvenstva Zagrebačkog okruga 1946./47.
I. razred nogometnog prvenstva Zagrebačkog okruga u sezoni 1946./47. je osvojila "Dubrava" iz Zagreba. 
 Sudjelovalo je 10 klubova, a završilo ih je osam. Netjecanje je započelo u studenom 1946.

## Ljestvica
| mj. | klub                 | ut.                    | pob.                   | ner.                   | por.                   | gol+                   | gol-                   | bod                    |
| --- | -------------------- | ---------------------- | ---------------------- | ---------------------- | ---------------------- | ---------------------- | ---------------------- | ---------------------- |
| 1.  | Dubrava Zagreb       | 14                     | 11                     | 1                      | 2                      | 55                     | 18                     | 26                     |
| 2.  | Radnik Velika Gorica | 14                     | 8                      | 2                      | 4                      | 37                     | 19                     | 18                     |
| 3.  | Samobor              | 13                     | 8                      | 2                      | 3                      | 21                     | 18                     | 18                     |
| 4.  | Tekstilac Oroslavje  | 13                     | 6                      | 4                      | 3                      | 24                     | 14                     | 16                     |
| 5.  | Jaska Jastrebarsko   | 14                     | 7                      | 0                      | 7                      | 30                     | 30                     | 14                     |
| 6.  | Borac Gajevo         | 14                     | 3                      | 2                      | 9                      | 22                     | 29                     | 8                      |
| 7.  | Sljeme Zagreb        | 14                     | 3                      | 1                      | 10                     | 13                     | 49                     | 7                      |
| 8.  | Zelina               | 14                     | 3                      | 0                      | 11                     | 14                     | 44                     | 6                      |
|     | Ponikve Zagreb       | odustali od natjecanja | odustali od natjecanja | odustali od natjecanja | odustali od natjecanja | odustali od natjecanja | odustali od natjecanja | odustali od natjecanja |
|     | Mladost Zagreb       | odustali od natjecanja | odustali od natjecanja | odustali od natjecanja | odustali od natjecanja | odustali od natjecanja | odustali od natjecanja | odustali od natjecanja |

- Zelina – tadašnji naziv za Sveti Ivan Zelinu
- Gajevo – danas dio Zagreba

## Rezultatska križaljka
| kratica | klub                 | BOR | DUB | JAS | RAD | SAM | SLJE | TEK | ZEL | MLA | PON |
| --- | -------------------- | --- | --- | --- | --- | --- | ---- | --- | --- | --- | --- |
| BOR | Borac Gajevo         |     |     |     |     |     |      |     |     |     |     |
| DUB | Dubrava Zagreb       |     |     |     |     |     |      |     |     |     |     |
| JAS | Jaska Jastrebarsko   |     |     |     |     |     |      |     |     |     |     |
| RAD | Radnik Velika Gorica |     |     |     |     |     |      |     |     |     |     |
| SAM | Samobor              |     |     |     |     |     |      |     |     |     |     |
| SLJE | Sljeme Zagreb        |     |     |     |     |     |      |     |     |     |     |
| TEK | Tekstilac Oroslavje  |     |     |     |     |     |      |     |     |     |     |
| ZEL | Zelina               |     |     |     |     |     |      |     |     |     |     |
| MLA | Mladost Zagreb       |     |     |     |     |     |      |     |     |     |     |
| PON | Ponikve Zagreb       |     |     |     |     |     |      |     |     |     |     |
| |                      |     |     |     |     |     |      |     |     |     |     |
| podebljan rezultat - utakmice od 1. do 9. kola (1. utakmica između klubova) rezultat normalne debljine - utakmice od 10. do 18. kola (2. utakmica između klubova) rezultat nakošen - nije vidljiv redoslijed odigravanja međusobnih utakmica iz dostupnih izvora rezultat nakošen i smanjen * - iz dostupnih izvora nije uočljiv domaćin susreta prekrižen rezultat - poništena ili brisana utakmica p - utakmica prekinuta 3:0 p.f. / 0:3 p.f. - rezultat 3:0 bez borbe |                      |     |     |     |     |     |      |     |     |     |     |

 Izvori: 